# Scincella barbouri
Scincella barbouri là một loài thằn lằn trong họ Scincidae. Loài này được Stejneger mô tả khoa học đầu tiên năm 1925.